# Meaulne-Vitray
Meaulne-Vitray is een gemeente in het Franse departement Allier (regio Auvergne-Rhône-Alpes). De plaats maakt deel uit van het arrondissement Montluçon. Meaulne-Vitray is op 1 januari 2016 ontstaan door de fusie van de gemeenten Meaulne en Vitray.